# Aria Shahghasemi
Aria Shahghasemi (* 7. Oktober 1996) ist ein US-amerikanischer Schauspieler.

## Biografie
Über sein Privatleben ist sehr wenig bekannt und er ist in den sozialen Netzwerken kaum aktiv.
Er besuchte die Schauspielschule Neighborhood Playhouse School of the Theatre in New York City.
Er arbeitete als Produktionsassistent in dem Fernsehfilm Wackademia.
Er verkörperte Elias Santoro in dem Film No Alternative. Im Jahr 2017 wurde er ausgewählt, um Landon Kirby in der fünften und letzten Staffel von The Originals zu spielen. 2018 nahm er diese Rolle in dem Spin-off Legacies wieder auf.

## Filmografie
- 2015: Unforgettable (Fernsehserie)
- 2016: Law & Order: Special Victims Unit
- 2018: No Alternative
- 2018: Socially Awkward: A Sketch Show
- 2018: The Originals (Fernsehserie, Folge 5x12)
- 2018–2022: Legacies (Fernsehserie, 32 Folgen)
- 2024: The Penguin (Miniserie)